# Новогруд (гмина)
Ново́груд (пол. Nowogród) — городско-сельская гмина (волость) в Польше, входит как административная единица в Ломжинский повет, Подляское воеводство. Население — 4170 человек (на 2011 год).

## Демография
Данные по переписи 2011 года:
| Перепись            | Всего | Мужчины | Женщины |
| ------------------- | ----- | ------- | ------- |
| Всего               | 4170  | 2072    | 2198    |
| Городское население | 0     | 0       | 0       |
| Сельское население  | 4170  | 2072    | 2198    |

## Сельские округа
1. Балики
2. Гжималы
3. Гронды
4. Дзежги
5. Купнина
6. Монтвица
7. Морговники
8. Птаки
9. Серватки
10. Славец-Двур
11. Славец
12. Сулимы
13. Хмелево
14. Шабляк
15. Янково-Млодзяново
16. Янково-Скарбово

## Соседние гмины
1. Гмина Ломжа
2. Гмина Малы-Плоцк
3. Гмина Мястково
4. Гмина Збуйна